# Lệ Rơi
Nguyễn Đức Hậu (sinh năm 1987), nghệ danh Lệ Rơi, là một người nổi tiếng, ca sĩ, diễn viên và doanh nhân người Việt Nam. Anh đã trở nên nổi tiếng trên mạng xã hội Việt Nam vào năm 2014 nhờ những clip hát lại các ca khúc bằng giọng hát cùng phong cách biểu diễn độc lạ của mình.

## Đầu đời
Lệ Rơi, tên khai sinh là Nguyễn Đức Hậu, sinh năm 1987 tại Thanh Hà, Hải Dương. Anh từng tốt nghiệp Trường Đại học Kinh tế - Kỹ thuật Công nghiệp vào năm 2011 và văn bằng hai Trường Đại học Kinh tế Quốc dân. Sau khi trở thành cử nhân, Hậu đã trở về quê làm nông dân và khởi nghiệp với mô hình vườn ao chuồng.

## Nổi tiếng và lan truyền
Từ giữa tháng 6 năm 2014, trong khoảng thời gian rảnh của mình, với mục đích hát "để cho vui", Nguyễn Đức Hậu bắt đầu đăng tải nhiều video hát lại các ca khúc nổi tiếng trên thị trường lên Facebook và đặt nghệ danh là Lệ Rơi. Nghệ danh này được lấy từ một ca khúc cùng tên mà anh đã cover trong video đầu tiên đăng trên Internet. Những video này dần dà thu hút sự chú ý của cộng đồng mạng, đặc biệt là giới trẻ. Có thời điểm Hậu đăng đến 148 video chỉ trong 25 ngày. Các video của anh có bối cảnh ở trên giường và trước mỗi bài hát, Lệ Rơi luôn có màn tâm sự với khán giả, được so sánh là giống "màn đối thoại của người nổi tiếng với người hâm mộ". Hậu dùng webcam của máy tính để ghi lại và hát theo một phần mềm karaoke tải từ trên mạng về. Nhờ giọng hát, phong cách biểu diễn độc lạ cùng số lượng video ca hát được đăng tải thường xuyên, Lệ Rơi nhanh chóng trở thành một nhân vật mới nổi và gây sốt trên nhiều trang mạng xã hội, ""hot" hơn cả nhiều chân dài" thời điểm đó dù không có khuôn mặt "ưa nhìn". Nhiều người đã chế ảnh về Lệ Rơi, nghi vấn anh là em trai Lệ Quyên và xếp anh vào trong số những ca sĩ có tầm ảnh hưởng nhất Việt Nam.
Sự nổi tiếng bất ngờ của Lệ Rơi đã thu hút nhiều người tò mò tìm hiểu thông tin về anh. Theo thống kê trên Google Tìm kiếm, khi tra cụm từ "ca sỹ Lệ Rơi" sẽ cho ra hơn 2 triệu kết quả trong vòng 0.39 giây. Anh cũng lọt vào Top 10 hiện tượng mạng xã hội hot nhất 2014 theo dữ liệu từ Google. Trang Fanpage của Lệ Rơi sau đó đã đạt đến con số 100.000 người theo dõi và các video ca hát của anh sớm được lan truyền rộng rãi trên mạng xã hội. Người hâm mộ còn lập nhóm "Hội những người phát cuồng vì ca sĩ Lệ Rơi" và có hơn 50.000 người tham gia.
Trái ngược với sự nổi tiếng đang lên của Lệ Rơi, nhiều người đã chỉ trích và "ném đá" vì cho rằng anh có "giọng hát rất tầm thường [...] hát sai nhạc, lệch tông, [...] phát âm ngọng, sai chính tả, lối diễn vụng về"; nặng hơn thì là "cực kỳ tệ hại", gắn mác anh "thảm họa âm nhạc Lệ Rơi". Số khác nhận định các video của Lệ Rơi "rất hài hước" và coi đó "như một trò giải trí" và "thú vui". Nghệ danh Lệ Rơi cũng gây ra nhiều tranh cãi. Nhiều ý kiến cho rằng cái tên này giống như là "gáo nước lạnh hắt vào các nghệ sĩ lao động nghệ thuật chân chính", ngoài ra kêu gọi truyền thông hãy đưa Lệ Rơi "trở về đúng vị trí của mình chứ đừng đưa anh lên cao rồi thả anh rơi xuống". Tuy nhiên đã có nhiều quan điểm bảo vệ, cho rằng anh chỉ là một "nạn nhân" của sự nổi tiếng và những lời bêu rếu.
Sau khi nổi tiếng trên mạng, Lệ Rơi trở thành đối tượng được nhắc đến thường xuyên trên truyền thông và báo chí. Nhiều trang báo mạng đã khai thác đời tư của anh như là một "gương mặt điển hình của showbiz". Trong đó, báo Dân Việt đã dành riêng một buổi giao lưu trực tuyến cho anh với độc giả vào ngày 2 tháng 7 năm 2014. Lệ Rơi cũng được tờ báo hỗ trợ để thu âm hai bài hát "Nơi đảo xa" và "Biển hát chiều nay" gửi tới các chiến sĩ ở Hoàng Sa, Trường Sa. Anh đã nhận lời mời tham gia vào một minishow tổ chức dành riêng cho mình tại Infinity Club ở Hà Nội, khiến anh "nghiễm nhiên" được coi là một ca sĩ và người nổi tiếng. Một buổi biểu diễn tại Quảng trường trung tâm xã Chí Linh, Hải Dương, trong đó có Lệ Rơi làm ngôi sao chính, cũng dự kiến tổ chức vào ngày 25 tháng 7 cùng năm. Dù anh đã từ chối, các áp phích quảng bá đêm diễn vẫn bị phát tán lên mạng và gây ra nhiều tranh cãi từ dư luận. Một số ý kiến sau đó nghi ngờ có người đứng sau sự nổi tiếng của Lệ Rơi và muốn biến anh thành "con rối".
Câu chuyện của Lệ Rơi đã được đưa vào tiểu phẩm hài của Công ty Nghe nhìn Thăng Long có tên "Siêu ca sĩ", theo đó chỉ thay đổi tên nhân vật chính từ Lệ Rơi thành "Dãi Rơi". Tiểu phẩm kể về một anh chàng ở nông thôn sau khi biết đến Lệ Rơi thì đã bắt chước theo để mong muốn trở nên nổi tiếng; vai diễn này do NSND Công Lý thủ vai. Một đề thi học kỳ môn Vật lý của Trường Trung học phổ thông Cẩm Giàng, Hải Dương, tổ chức ngày 25 tháng 12 năm 2014, đã so sánh độ "hot" về chất lượng giọng giữa Sơn Tùng M-TP và Lệ Rơi trong ca khúc "Chắc ai đó sẽ về". Dựa vào sự nổi tiếng đang lên của Lệ Rơi, một chủ quầy bán ổi cũng nhập ổi nhà của Lệ Rơi đem đi bán, nhanh chóng bán được hết một tạ với giá 25.000 đồng mỗi kg.

### Đánh giá
Nguyễn Công Thảo, báo VnExpress, 
Anh được đánh giá là có vẻ ngoài giản dị, hiền lành và nhút nhát, chân chất, thật thà, như một nông dân yêu ca hát "sinh ra từ làng, nổi lên từ mạng xã hội". Bài viết của báo VietNamNet đã đặt ra câu hỏi về sự nổi tiếng bất thường của Lệ Rơi khi cho rằng "cư dân mạng đang có thị hiếu mới, thỏa mãn sự giải trí bằng cách hạ nhục người khác". Báo Người lao động cho biết sau nhiều cuộc thảo luận và diễn đàn phân tích về tình trạng âm nhạc đương thời, đa số các ý kiến đều cho rằng việc những "ca sĩ" như Lệ Rơi trở nên nổi tiếng là vì khán giả "không phân biệt điều đúng – sai [...] vô tình hoặc cố ý tung hê cả những thứ không chứa đựng một chút giá trị nào chỉ vì để thỏa mãn trí tò mò và thư giãn cho bản thân trong phút chốc". Tác giả đồng thời tiết lộ số tiền mà Lệ Rơi nhận được sau đêm diễn minishow còn cao hơn cả diễn viên Angela Phương Trinh và gọi đây là "thảm họa" của showbiz được "nâng lên cấp độ tồi tệ hơn [...] được đẩy lên đến đỉnh điểm trong sự chán ngán của những người làm nghề". Bài bình luận của VnExpress nhìn nhận rằng sự nổi tiếng của anh là vì khán giả đã bội thực với những "sơn hào hải vị" nhưng ngồn ngộn "giả tạo" chốn phồn hoa và ví Lệ Rơi với một bữa cơm "tương cà" chân chất và thanh đạm nơi thôn dã. Viết cho Công an nhân dân, nhà báo Ngô Nguyệt Hữu đánh giá những lời khen dành cho Lệ Rơi có xu hướng châm biếm, mua vui và giải thích cho những lời khen từ cư dân mạng rằng "khi sự dối trá đủ lớn và được lặp đi lặp lại đủ nhiều thì nó sẽ trở thành sự thật". Cây bút cũng xem xét sự nổi tiếng của anh mà không cần một kế hoạch truyền thông hay mưu cầu danh vọng cá nhân nào là minh chứng cho sự khủng hoảng của làng giải trí trong nước, khi những nghệ sĩ đã "không còn đủ sức để thu hút đám đông".
Tiến sĩ Nguyễn Thị Hậu, trả lời phỏng vấn với báo RFA, 
Trang tạp chí điện tử Zing News nhận xét cách Lệ Rơi nổi tiếng "đi ngược lại với những nguyên tắc cần có để nổi tiếng trên mạng xã hội" và ghi nhận cách thức của anh trong việc tạo video thu hút người xem, trong đó thường xuyên đặt yếu tố bình dân, giản dị làm chủ đề xuyên suốt các video của mình. Tác giả Phạm Thiên Giang của báo Sức khỏe và Đời sống đã lấy vụ việc như là ví dụ cho quan điểm của bài viết rằng sức đề kháng văn hóa của người trẻ Việt đang suy giảm và mỗi người trẻ cần có một "liều vắc-xin văn hoá" để "tăng sức đề kháng trước những trào lưu phản văn hóa trong giới trẻ". Cây bút Hồng Trang của báo Nhân Dân thì nhận định sự nổi tiếng của anh chỉ như "bong bóng trong mưa", ngoài ra cũng phê phán những ảnh hưởng tiêu cực của truyền thông mạng xã hội và cho rằng dư luận nên có cái nhìn nhân văn, tôn trọng quyền cá nhân và có hành xử đúng mực trước một vấn đề, sự kiện vì "chỉ cần quá đà một chút cũng có thể đẩy cuộc sống của những cá nhân đi theo những chiều hướng không thể kiểm soát". Nhà thơ Lê Thiếu Nhơn đã chia sẻ quan điểm của mình với tờ Nông nghiệp Việt Nam, trong đó ông khẳng định Lệ Rơi hoàn toàn vô tội, nhưng lại quy kết trách nhiệm cho trò đùa của Internet và báo mạng, từ đó tạo thành "sự lố bịch", báo động về tình trạng của các trang báo mạng đương thời. Bài báo cũng kêu gọi mọi người dừng bàn luận và nói về Lệ Rơi vì "sự việc vừa rồi là ngoài tầm kiểm soát của bạn ấy". Bài bình luận của báo Người lao động đã lên án những người lợi dụng sự nổi tiếng nhất thời của anh để "câu view [...] thu hút quảng cáo" và đánh giá rằng "những gì được đón nhận dễ dãi thì sẽ bị từ bỏ rất dễ dãi".

## Các hoạt động sau đó
Khoảng thời gian cuối năm 2014, nhờ sự nổi tiếng của mình, Lệ Rơi được mời vào diễn vai trong các chương trình Phụ nữ là số 1 trên kênh VTV3, Thông điệp cuộc sống trên kênh VTV2 và Tổ dân phố muôn năm trên kênh AVG. Số tiền cát-xê cho các vai diễn tuy không được tiết lộ nhưng Lệ Rơi đã nói là "chẳng đáng bao nhiêu". Trong thời gian này, anh được quản lý bởi một người cô tên Thanh, có quen biết với các diễn viên trong nghề. Lệ Rơi cũng làm khách mời trong chương trình tin tức Cuộc sống thường ngày của VTV1 phát sóng ngày 27 tháng 12 năm 2014 với tiêu đề "Gặp gỡ chàng thanh niên hay hát". Phóng sự đã gây nên tranh cãi từ người xem vì cho rằng nhà đài đang phát sóng những chương trình thiếu thẩm mỹ nhằm "câu khách rẻ tiền". Tuy nhiên, một vài quan điểm cho rằng VTV không mời Lệ Rơi để nhằm thu hút người xem mà chỉ đơn thuần là muốn khai thác câu chuyện nhưng lại "chưa tới [...] mới chỉ đơn thuần nêu vấn đề một cách sơ sài", khiến cho chương trình nhận phải chỉ trích.
Vào đầu năm 2015, Lệ Rơi góp mặt vào một vai nhỏ trong bộ phim điện ảnh Sơn đẹp trai, tạo ra cơn "sốt" đối với người xem và giúp bộ phim trụ tại các rạp thêm hai tuần. Sau đó Lệ Rơi đã tuyên bố sẽ tham gia vào giới giải trí Việt và Nam tiến. Lệ Rơi đã xuất hiện trong tập 4 mùa một của chương trình Thách thức danh hài; màn trình diễn giúp đem về cho anh 20 triệu đồng, dù điều này sau gây ra nhiều ý kiến trái chiều vì Lệ Rơi "chỉ đứng làm vài động tác búng ngón tay và hát sai nhịp, sai tone một bài hát quen thuộc là giám khảo [...] lăn ra cười ngặt nghẽo".
Cùng trong năm 2015, Lệ Rơi tuyên bố thành lập công ty giải trí cùng với một vài người bạn, bao gồm "Thánh bàn chải", "Hot boy kẹo kéo" và một số nghệ sĩ đường phố khác. Anh cũng hợp tác mở ba cửa hàng bán bún chả có tên "Ba thằng khùng" tại Thành phố Hồ Chí Minh, bao gồm hai cơ sở lần lượt tại quận 1 và quận Tân Bình, thu hút nhiều người đến ăn. Tuy nhiên chỉ nửa năm sau việc làm ăn và kinh doanh của Lệ Rơi đã thua lỗ, số cửa hàng bán bún chả chỉ còn lại một cơ sở và hoạt động không ổn định; công ty giải trí của anh cũng không có thêm hoạt động mới và sau đó phải đi đến giải thể. Lệ Rơi từng quản lý và kinh doanh một cửa hàng máy tính tại Hà Nội. Trước đó anh cũng có dự định mở cửa hàng ăn uống bên Quảng Tây, Trung Quốc nhưng kế hoạch này đã bị bỏ dở.
Năm 2016, anh thực hiện một phim ngắn mang tên Giấc mơ tỷ phú nói về nạn kinh doanh đa cấp với ý định "làm những clip để phán ảnh những mặt trái của xã hội để từ đó giúp các bạn trẻ sống có ích và tích cực hơn". Lệ Rơi cũng cho biết "hiện tại tôi đang sinh hoạt trong một câu lạc bộ thiện nguyện vì cộng đồng, anh em trong câu lạc bộ muốn xây dựng những tiểu phẩm, clip hướng về giới trẻ, nói về những mặt của mạng xã hội, thói hư tật xấu hàng ngày".
Năm 2018, anh được ca sĩ Bùi Anh Tuấn mời tham gia vào đóng phim ngắn ca nhạc Nói với em rằng, gây ra nhiều tranh cãi vì cho rằng việc mời Lệ Rơi là để thu hút lượt xem. Vì không có năng khiếu gì đặc biệt nên anh đã ít xuất hiện hơn trong các tác phẩm giải trí và dần rút lui.

## Đời tư
Từ khi Lệ Rơi còn nhỏ, căn nhà nơi anh sống đã bị cháy rụi và chỉ còn vài bộ quần áo. 5 năm sau, bố mẹ anh góp tiền xây được một căn nhà hai tầng bên trái và để gia đình anh trai Lệ Rơi sống tại đó. Lệ Rơi cũng được bố mẹ xây cho một căn nhà hai tầng tương tự bên phải để anh "chuẩn bị [...] lấy vợ". Nhà của Lệ Rơi có trồng nhiều loại đặc sản trái cây, chủ yếu là canh tác 1,6 mẫu ổi được chia ra làm hai mảnh vườn khác nhau.
Để gia nhập vào giới giải trí, Lệ Rơi từng trải qua hai cuộc thẩm mỹ, đại tu toàn bộ gương mặt. Tuy nhiên chỉ hai tháng sau anh đã quyết định tiến hành phẫu thuật tháo sụn mũi vì cảm thấy không phù hợp với mình. Sau khi Nam tiến không thành công, Lệ Rơi trở về quê và làm ổi với bố mẹ. Một thời gian sau đó anh xin ứng tuyển vào làm công nhân một nhà máy sản xuất nhựa ở Hải Dương và làm việc tại văn phòng nhân sự của công ty. Trong thời gian rảnh, Lệ Rơi vẫn đăng tải các clip hát lại bài hát nhằm "giải trí sau giờ làm việc, tìm niềm vui trong cuộc sống". Trong một cuộc phỏng vấn với báo Dân trí vào năm 2019, Lệ Rơi tiết lộ sự nổi tiếng khi đó dành cho mình đã khiến cuộc sống của anh "quá bấp bênh", thậm chí khiến gia đình anh phải gánh nợ và cũng gây khó khăn trong vấn đề xin việc về sau này.

## Tác phẩm

### Điện ảnh
| Năm  | Phim         | Vai diễn                  | Tham khảo            |
| ---- | ------------ | ------------------------- | -------------------- |
| 2015 | Sơn đẹp trai | Nhân viên an ninh sân bay | [ 32 ] [ 42 ] [ 60 ] |
| 2015 | Trùm cỏ      |                           | [ 61 ] [ 62 ] [ 63 ] |

### Truyền hình

#### Phim
| Năm  | Phim                 | Vai diễn | Kênh | Tham khảo            |
| ---- | -------------------- | -------- | ---- | -------------------- |
| 2014 | Phụ nữ là số 1       |          | VTV3 | [ 20 ] [ 37 ] [ 64 ] |
| 2014 | Thông điệp cuộc sống |          | VTV2 | [ 20 ] [ 37 ] [ 64 ] |
| 2014 | Tổ dân phố muôn năm  |          | AVG  | [ 20 ] [ 37 ] [ 64 ] |

#### Gameshow
| Năm  | Chương trình        | Vai trò  | Tham khảo |
| ---- | ------------------- | -------- | --------- |
| 2016 | Thách thức danh hài | Thí sinh | [ 45 ]    |

### Phim chiếu mạng
| Năm  | Phim           | Vai diễn | Tham khảo     |
| ---- | -------------- | -------- | ------------- |
| 2016 | Giấc mơ tỷ phú |          | [ 54 ] [ 65 ] |
| 2017 | Cưới đi kẻo ế  |          | [ 53 ] [ 66 ] |

### Phim ca nhạc
| Năm  | Phim                | Vai diễn | Ghi chú                      | Tham khảo |
| ---- | ------------------- | -------- | ---------------------------- | --------- |
| 2015 | Ký ức anh nhớ em    |          | Đóng vai trò ca sĩ hát chính | [ 67 ]    |
| 2015 | Đời tui là của tui  |          | Chính mình                   | [ 68 ]    |
| 2015 | Nếu cứ như vậy      |          |                              | [ 69 ]    |
| 2017 | Mẹ anh rất thích em |          |                              | [ 57 ]    |
| 2018 | Nói với em rằng     |          |                              | [ 55 ]    |